# 同形蹄盖蕨
同形蹄盖蕨（学名：Athyrium uniforme）为蹄盖蕨科蹄盖蕨属下的一个种。

## 扩展阅读
- 維基物種上的相關：同形蹄盖蕨